# 표트르 네스테로프
표트르 니콜라예비치 네스테로프(러시아어: Пётр Никола́евич Не́стеров, 1887년 2월 15일~1914년 9월 8일)는 러시아 제국의 군인이자 항공기 조종사로 곡예비행의 선구자이다.
러시아 제국 육군에서 포병장교로 근무했으나 비행기에 관심이 많아 러시아 항공학회 회원이 되어 비행기 조종을 훈련받았다. 조종에 재능이 있던 그는 세계 최초로 루프 기동을 선보였고, 이를 위해 직접 비행기 개조를 하기도 했다. 제1차 세계 대전 당시 서부 전선에서 항공기로 정찰 임무를 수행했으며, 1914년에 조우한 오스트리아-헝가리 제국 정찰기를 격추하려 육탄공격을 시도하다가 적기와 함께 추락사하였다. 사후 네스테로프의 육탄공격은 후에 "타란 전술"이라는 소련 공군의 전술 일종의 발전 계기가 되었다.